# كاساسولا (آبلة)
بلدية كأساسولا (بالإسبانية: Casasola) هي بلدية تقع في مقاطعة آبلة التابعة لمنطقة قشتالة وليون وسط إسبانيا.

## الديموغرافيا
يبلغ عدد سكان بلدية كأساسولا 98 نسمة عام 2011 (وفقاً للمعهد الوطني للإحصاء الإسباني).
| 189 | 170 | 146 | 127 | 123 | 110 | 98 |